# Vysoká (berg i Tjeckien, lat 49,40, long 18,36)
Vysoká är ett berg i Tjeckien. Det ligger i den östra delen av landet, 290 km öster om huvudstaden Prag. Toppen på Vysoká är 1 024 meter över havet, eller 284 meter över den omgivande terrängen. Bredden vid basen är 21,2 km.
Terrängen runt Vysoká är huvudsakligen lite kuperad.Runt Vysoká är det ganska glesbefolkat, med 42 invånare per kvadratkilometer. Närmaste större samhälle är Rožnov pod Radhoštěm, 16,9 km väster om Vysoká. I omgivningarna runt Vysoká växer i huvudsak blandskog.